# Стршелецкий остров
«Стрше́лецкий о́стров» (чеш. Střelecký ostrov) — футбольный стадион в городе Ческе-Будеёвице, расположенный недалеко от реки Влтава. Домашняя арена клуба «Динамо». До января 2009 года носил название «E.ON Стадион».
Стадион был построен в 1940 году и до реконструкции в 2003 году имел вместимость 12 000 мест (1 500 сидячих). Город и клуб были вынуждены реконструировать стадион, чтобы соответствовать критериям Футбольной ассоциации Чехии. На данный момент вместимость составляет 6 681 место.

## Международные матчи
29 марта 2011 года на этой арене сборная Чехии провела отборочный матч чемпионата Европы 2012 со сборной Лихтенштейна. Матч завершился победой чехов со счетом 2:0.